# 嚴陳莉蓮
嚴陳莉蓮（1964年1月13日—）原名陳莉蓮，中國文化大學體育系畢業，在丈夫嚴凱泰病逝後接手裕隆集團，現任集團董事長兼執行長。

## 生平
就讀陽明國中時開始打籃球，1979年即獲選中華民國國中女子籃球代表隊，參加國際青年籃球邀請賽。高中就讀靜修女中，高二時又當選亞青國手。曾是裕隆集團旗下台元女籃隊的隊長，也是瓊斯盃籃球賽的中華隊射手，後來更在亞洲盃擊敗日本，當選中華民國第一代世界女籃錦標賽國手，1986年隨中華隊前進蘇聯，參加第10屆莫斯科世界盃女籃賽，首開體育界先河，是中華民國第一批進軍蘇聯比賽的運動員。1989年25歲時由球場退役。
1991年2月26日，嚴陳莉蓮與裕隆集團少東嚴凱泰結婚。公公嚴慶齡於1965年創立了裕隆男籃，且擔任過多年的中華民國籃球協會理事長，長期資助台灣籃壇；婆婆吳舜文早年在上海唸書時是金陵女中籃球校隊隊員，1973年成立台元女籃；先生嚴凱泰更是熱愛籃球運動。兩人愛情長跑1年，終於在1991年完成終身大事。
婚後不再擔任女籃國手，但接下裕隆旗下兩支籃球隊－裕隆男籃與台元女籃的領隊職務迄今，還一度獲推選為中華職籃董事長，主掌國內籃壇，不但是聯盟第一位女性董事長，任內更大力支持籃協出兵東亞運，創下中華民國在韓國第一次擊敗地主奪得東亞運男籃賽金牌的紀錄。
2005年末，嚴陳莉蓮產下一女。2015年初，嚴陳莉蓮產下一子。2018年12月3日，嚴凱泰因食道癌逝世後，嚴陳莉蓮接下裕隆集團第4任董事長兼執行長職務。

## 外部連結
- 嚴陳莉蓮在fiba.basketball（英语）
- 嚴陳莉蓮在archive.fiba.com（archived）（英语）